# Lucid Dreams (canción)
«Lucid Dreams» (en español, «Sueños Lúcidos») es un sencillo del rapero estadounidense Juice WRLD. Previamente lanzado a la plataforma SoundCloud el 13 de junio de 2017, y lanzado oficialmente el 4 de mayo de 2018 a través de la discográfica Interscope. Fue incluido en su álbum Goodbye & Good Riddance (2018).
El 28 de mayo de 2021, el remix con Lil Uzi Vert se lanzó oficialmente junto con un relanzamiento de Goodbye & Good Riddance que conmemora el tercer aniversario del álbum.

## Antecedentes y Composición
«Lucid Dreams» dura cuatro minutos. El medidor es tiempo común (4
4 veces) y la clave es F♯ menor. El tempo es 84 BPM. La canción está estructurada en torno a una muestra de la canción de 1993 de Sting «Shape of My Heart». Algunos periodistas informaron que Sting, aunque inicialmente estaba halagado por el uso de su música, ahora está considerando una demanda o está demandando a Juice WRLD por usar partes de su canción sin permiso.
En octubre de 2019, los miembros de la desaparecida banda de pop punk Yellowcard demandaron a Juice Wrld por 15 millones de dólares, alegando que «Lucid Dreams» samplea la melodía de su canción «Holly Wood Died».

## Vídeo
El vídeo de la canción fue lanzado el 10 de mayo de 2018 a través del canal Lyrical Lemonade. La canción sobrepasó las 300 millones de visitas tras 10 meses de su publicación.[cita requerida]

## Posicionamiento
| Tabla (2018-19)                                      | Gráficos semanalesGráficos semanalesPosición pico |
| ---------------------------------------------------- | ------------------------------------------------- |
| Australia (ARIA)                                     | 8                                                 |
| Austria (Ö3 Austria Top 40)                          | 41                                                |
| Bélgica (Ultratop 50 Flandes)                        | 46                                                |
| Bélgica (Ultratip Valonia)                           | 15                                                |
| Canadá (Canadian Hot 100)                            | 44                                                |
| República Checa (Singles Digitál Top 100)            | 26                                                |
| Dinamarca (Tracklisten)                              | 11                                                |
| Finlandia (Suomen virallinen lista)                  | 77                                                |
| Alemania (Cartas oficiales alemanas)                 | 36                                                |
| Hungría (Stream Top 40)                              | 17                                                |
| Irlanda (IRMA)                                       | 11                                                |
| Italia (FIMI)                                        | 69                                                |
| Letonia (Latvijas Top 40)                            | 39                                                |
| Países Bajos (Single Top 100)                        | 26                                                |
| Nueva Zelanda (música grabada NZ)                    | 3                                                 |
| Noruega (VG-lista)                                   | 13                                                |
| Polonia (Airplay polaco Top 100)                     | 45                                                |
| Portugal (AFP)                                       | 3                                                 |
| Escocia (empresa oficial de gráficos)                | 16                                                |
| Eslovaquia (Singles Digitál Top 100)                 | 29                                                |
| Suecia (Sverigetopplistan)                           | 55                                                |
| Suiza (Schweizer Hitparade)                          | 38                                                |
| UK Singles (Compañía de Cartas Oficiales)            | 10                                                |
| US Billboard Hot 100                                 | 2                                                 |
| US Hot R & B / Hip-Hop Songs (Cartelera)             | 1                                                 |
| US Mainstream Top 40 (Cartelera)                     | 77                                                |
| Gráficos semanalesRítmica estadounidense (cartelera) | 1                                                 |